# Машгад-е Мікан
Машгад-е Мікан (перс. مشهدميقان) — село в Ірані, у дегестані Машгад-е Мікан, у Центральному бахші, шахрестані Ерак остану Марказі. За даними перепису 2006 року, його населення становило 338 осіб, що проживали у складі 97 сімей.

## Клімат
Середня річна температура становить 12,85 °C, середня максимальна – 32,30 °C, а середня мінімальна – -9,37 °C. Середня річна кількість опадів – 283 мм.
| Клімат поселення                              | Клімат поселення | Клімат поселення | Клімат поселення | Клімат поселення | Клімат поселення | Клімат поселення | Клімат поселення | Клімат поселення | Клімат поселення | Клімат поселення | Клімат поселення | Клімат поселення | Клімат поселення |
| Показник                                      | Січ.             | Лют.             | Бер.             | Квіт.            | Трав.            | Черв.            | Лип.             | Серп.            | Вер.             | Жовт.            | Лист.            | Груд.            |                  |
| Середній максимум, °C                         | 6,82             | 9,95             | 14,36            | 19,20            | 24,40            | 30,26            | 32,30            | 31,75            | 26,82            | 20,96            | 14,46            | 8,26             |                  |
| Середня температура, °C                       | −1,27            | 1,87             | 6,26             | 11,10            | 16,29            | 22,17            | 26,16            | 25,62            | 20,68            | 14,82            | 8,33             | 2,12             |                  |
| Середній мінімум, °C                          | −9,37            | −6,23            | −1,84            | 3,00             | 8,20             | 14,07            | 20,02            | 19,50            | 14,56            | 8,69             | 2,20             | −3,99            |                  |
| Норма опадів, мм                              | 41               | 40               | 50               | 34               | 27               | 3                | 1                | 1                | 0                | 12               | 29               | 45               |                  |
| Середньомісячна швидкість вітру, м/с          | 1.97             | 2.01             | 3.00             | 3.21             | 2.78             | 2.60             | 2.68             | 2.50             | 2.22             | 2.29             | 1.72             | 2.03             |                  |
| Середньомісячна сонячна радіація, кДж/м²·день | 8931             | 12472            | 14937            | 18350            | 22367            | 26827            | 25918            | 24062            | 21091            | 15592            | 10901            | 8800             |                  |
| --------------------------------------------- | ---------------- | ---------------- | ---------------- | ---------------- | ---------------- | ---------------- | ---------------- | ---------------- | ---------------- | ---------------- | ---------------- | ---------------- | ---------------- |
| Джерело:                                      |                  |                  |                  |                  |                  |                  |                  |                  |                  |                  |                  |                  |                  |